# Српско средњовековно сликарство
Српско средњовековно сликарство представља један од најзначајнијих и најупечатљивијих сегмената српске уметности и културе у средњем веку. Развијало се од XII до XV века, а главни облици били су фрескопис, иконопис и илуминација рукописа (минијатуре). Настало под доминантним утицајем византијске уметности, српско средњовековно сликарство је током времена развило и своје аутентичне карактеристике, остављајући за собом дела непроцењиве уметничке и историјске вредности, пре свега у бројним манастирима и црквама.

## Историјски развој и стилски периоди
Развој српског средњовековног сликарства тесно је повезан са јачањем српске државе и цркве, посебно у доба династије Немањића.

### Преднемањићки период и рани утицаји (до краја XII века)
О сликарству на тлу Србије пре доласка Немањића на власт сачувано је релативно мало података и споменика. Први утицаји хришћанске уметности долазили су из Византије и приморских градова. Петрова црква код Новог Пазара (IX-X век) садржи фрагменте фресака из различитих периода, од којих најстарији могу указивати на ране фазе хришћанске уметности на овим просторима.

### Доба Немањића (XII–XIV век)
Ово је "златно доба" српске средњовековне уметности, када настају најмонументалнији сликарски ансамбли.

#### Сликарство Рашке школе (Златно доба, XIII век)
Период XIII века, посебно владавина краљева Стефана Првовенчаног, Радослава, Владислава и Уроша I, карактерише монументални стил у фрескопису, инспирисан комнинском уметношћу Цариграда, али са специфичним локалним одликама. Сликари су често били Грци, али су радили за српске ктиторе.
- Студеница (Богородичина црква, почетак XIII века): Фреске попут "Распећа" одликују се монументалношћу, свечаношћу и пригушеним колоритом.
- Жича (Спасова црква, око 1220): Делимично очуване фреске показују сличности са студеничким.
- Милешева (Црква Вазнесења Христовог, око 1235): Фреске у Милешеви, посебно приказ Анђела на гробу Христовом (Бели анђео), спадају у највиша остварења европског сликарства XIII века због своје пластичности, елеганције фигура и златне позадине.[2]
- Сопоћани (Црква Свете Тројице, око 1265): Фреске у Сопоћанима, са својим монументалним фигурама античке лепоте, хармоничним композицијама и светлим колоритом, представљају врхунац рашког стила и један од најзначајнијих домета европског сликарства тог доба. Посебно се истиче фреска "Успење Богородице".[3][4]
- Манастир Градац и црква Светог Ахилија у Ариљу такође чувају значајне фреске из овог периода.

#### Сликарство у доба краља Милутина (Ренесанса Палеолога, крај XIII – почетак XIV века)
Владавина краља Милутина (1282–1321) обележена је интензивном градитељском и уметничком делатношћу. Сликарство овог периода је под снажним утицајем ренесансе Палеолога из Византије. Карактерише га већа наративност, живљи покрет, класичнији цртеж фигура и топлији колорит.
- Хиландар (обнова цркве Ваведења Богородице): Фреске из Милутиновог доба.
- Богородица Љевишка у Призрену (обновљена око 1307–1313): Раскошан фреско-ансамбл мајстора Астрапе.
- Црква Светог Ђорђа у Старом Нагоричину (око 1313–1318): Рад сликара Михаила и Евтихија.
- Грачаница (завршена око 1321): Врхунско остварење овог стила, са сложеним иконографским програмом и елегантним фигурама.
- Краљева црква у Студеници (1313–1314): Такође дело мајстора Михаила и Евтихија.

#### Сликарство средине XIV века (доба цара Душана)
У доба цара Душана наставља се висок уметнички ниво.
- Високи Дечани (1335–1350): Сачуван је највећи ансамбл средњовековних фресака на Балкану, са преко 1000 композиција и неколико хиљада фигура. Представља енциклопедију византијске иконографије, са утицајима како источне тако и западне (романичке и раноготичке) уметности.[5]
- Пећка патријаршија: Фреске у цркви Светих Апостола и другим црквама комплекса.

### Моравски период (Моравска школа сликарства, крај XIV – средина XV века)
Након Косовске битке, у Српској деспотовини, развија се моравски стил и у сликарству. Карактерише га наглашена декоративност, лирски тон, елеганција фигура и богат колорит. Посебна пажња се посвећује портретима ктитора и историјским композицијама.
- Раваница (задужбина кнеза Лазара): Очувани су фрагменти фресака.
- Лазарица у Крушевцу.
- Љубостиња (задужбина кнегиње Милице).
- Каленић: Сматра се једним од најлепших примера моравског сликарства, са префињеним фигурама и светлим бојама.
- Манасија (Ресава) (задужбина деспота Стефана Лазаревића): Фреске у Манасији, посебно ликови Светих ратника и пророка, спадају у врхунска остварења касновизантијске уметности. У манастиру је деловала и значајна преписивачка (Ресавска) школа.[6][7]

Овај период карактерише и фортификациона архитектура, попут Београдске и Смедеревске тврђаве. 

## Главне форме сликарства

### Фрескопис
Фрескопис је био доминантан облик монументалног сликарства у српским средњовековним црквама и манастирима. Фреске су сликане на свежем малтеру (al fresco) и покривале су све унутрашње зидне површине, пратећи сложен иконографски програм који је одражавао византијску теологију и литургију (сцене из живота Христа и Богородице, старозаветни пророци, светитељи, Страшни суд).

### Иконопис
Иконе су сликане на дрвеној подлози техником темпере. Представљале су Христа, Богородицу, светитеље и сцене из Библије. Биле су предмет поштовања и коришћене су у литургији и приватним молитвама. Српски иконопис се развијао под утицајем византијских узора, али је временом развијао и сопствене карактеристике. Значајне збирке икона чувају се у Народном музеју у Београду, Галерији Матице српске и манастирским ризницама.

### Илуминација рукописа (минијатуре)
Средњовековне рукописне књиге (јеванђеља, псалтири, минеји) биле су богато украшаване минијатурама, иницијалима и вињетама. Мирослављево јеванђеље је најрепрезентативнији пример српске илуминације XII века. У каснијим периодима, посебно у XIV и XV веку, такође настају вредни илуминирани рукописи.

## Карактеристике и утицаји
Српско средњовековно сликарство је у основи део ширег византијског уметничког круга. Од Византије су преузети иконографски обрасци, стилске карактеристике и технике. Међутим, током векова, српски уметници и ктитори уносили су и одређене специфичности, као што су наглашени портрети владара и црквених великодостојника, историјске композиције везане за српску историју, и повремени утицаји романичке и готичке уметности са Запада (посебно у архитектури и скулптури, али понекад и у сликарству, нпр. у Дечанима).

## Значај и наслеђе
Српско средњовековно сликарство представља један од највреднијих делова српског културног наслеђа и значајан допринос европској и светској уметности. Фреске и иконе из српских манастира сведоче о високом уметничком нивоу, духовној дубини и културним везама средњовековне Србије. Многи од ових споменика су данас под заштитом УНЕСКО-а. Галерија фресака у Београду чува копије најзначајнијих фресака из српских манастира.